# بيت سوار (بني حشيش)

تعديل مصدري - تعديل

بيت سوار هي إحدى قرى عزلة عيال مالك بمديرية بني حشيش التابعة لمحافظة صنعاء، بلغ تعداد سكانها 97 نسمة حسب تعداد اليمن لعام 2004.